# Vila Facaia
Vila Facaia ist eine Gemeinde (Freguesia) im portugiesischen Kreis (Concelho) von Pedrógão Grande. In ihr leben 536 Einwohner (Stand 19. April 2021).

## Geografie
Vila Facaia liegt 10 km nordwestlich der Kreisstadt Pedrógão Grande, und 68 km östlich von der Distrikthauptstadt Leiria.

## Kultur und Sehenswürdigkeiten
Die Gemeindekirche (Igreja Paroquial de Vila Facaia) aus dem 18. Jahrhundert weist barocke Elemente auf und steht unter Denkmalschutz.